# Rue Baronie
La rue Baronie (en occitan : carrièra Veronica) est une voie de Toulouse, chef-lieu de la région Occitanie, dans le Midi de la France. 

## Situation et accès

### Description
La rue Baronie est une voie publique. Elle se trouve au cœur du quartier du Capitole.
Longue de 92 mètres, elle naît dans le prolongement de la rue des Tourneurs, au carrefour des rues Peyras et Genty-Magre. Elle suit un tracé presque rectiligne vers le nord. Elle reçoit à gauche la rue du Puits-Vert avant de se terminer au croisement de la rue des Puits-Clos : ce carrefour, élargi au XIXe siècle, est connu comme la place des Puits-Clos.
La chaussée compte une seule voie de circulation automobile en sens unique, de la place des Puits-Clos vers la rue des Tourneurs. Elle appartient à une zone de rencontre et la vitesse y est limitée à 20 km/h. In n'existe pas de bande, ni de piste cyclable, quoiqu'elle soit à double-sens cyclable.

### Voies rencontrées
La rue Baronie rencontre les voies suivantes, dans l'ordre des numéros croissants (« g » indique que la rue se situe à gauche, « d » à droite) :
1. Rue Peyras (g)
2. Rue Genty-Magre (d)
3. Rue du Puits-Vert (g)
4. Place des Puits-Clos (g)
5. Rue des Puits-Clos (d)

### Transports
La rue Baronie n'est pas directement desservie par les transports en commun Tisséo. Elle débouche cependant au sud sur la place Étienne-Esquirol où se trouve la station Esquirol, sur la ligne de métro , ainsi que les arrêts des lignes de Linéo L4 et de bus 44.
La station de vélos en libre-service VélôToulouse la plus proche est la station no 10 (15 place Étienne-Esquirol).

## Odonymie

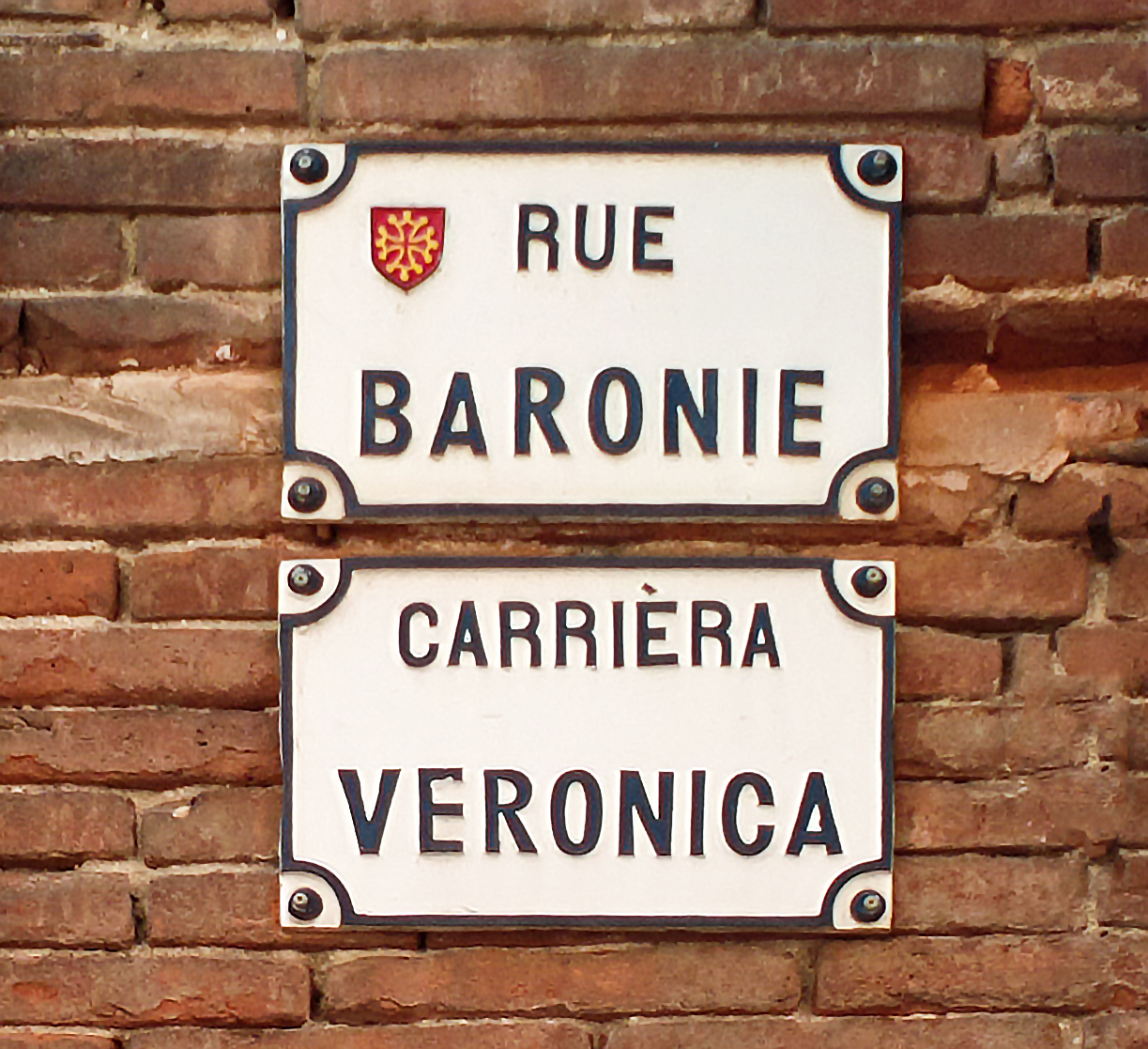
Plaques de rue en français et en occitan.

Le nom de la rue Baronie lui vient d'une auberge à l'enseigne de sainte Véronique qui se trouvait, au XVe siècle, à l'angle de la rue des Tourneurs et d'une ruelle aujourd'hui disparue, la ruelle de la Véronique (emplacement de l'actuel no 43 rue des Tourneurs). La prononciation en occitan explique l'altération de l'orthographe en « Varonique », puis « Baronique ». 
Il semble cependant que la rue Baronie n'ait pas porté ce nom avant 1806. Au XVe siècle, la rue Baronie portait le nom d'un habitant du lieu, Huc ou Hugues Vidal. Elle garda cette appellation jusqu'à la Révolution française, où elle reçut, en 1794, celle de rue Vigilance. Ce nom ne subsista pas et en 1806, alors que la municipalité toulousaine rétablissait les noms anciens, la rue devient définitivement rue Baronie, ultime déformation de l'appellation ancienne,.

## Patrimoine et lieux d'intérêt
- no  1 : immeuble Danne. 

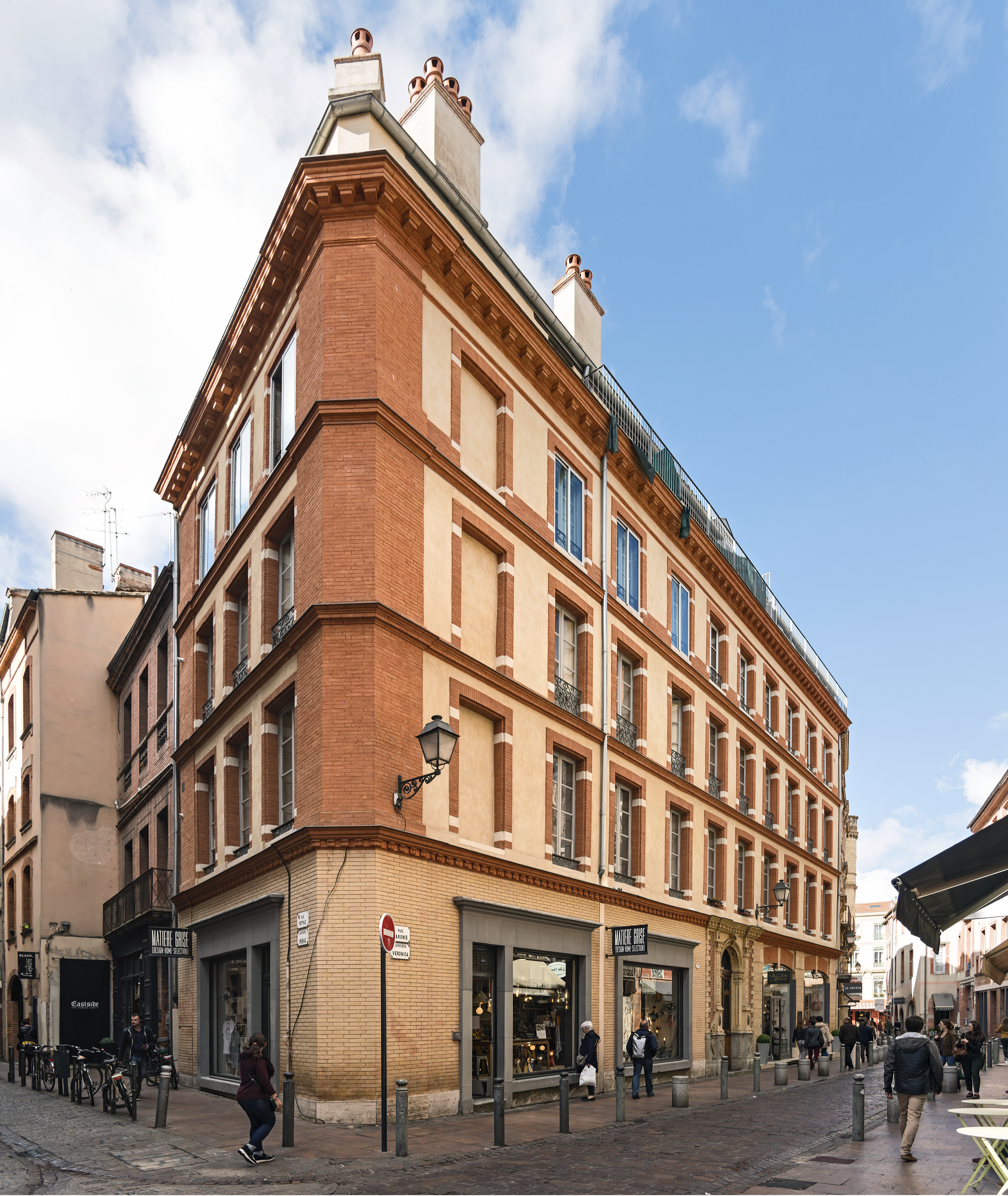
no 1 : immeuble Danne.

L'immeuble est mis à l'alignement vers 1853 pour le compte de M. Danne. Il présente sur la rue une longue façade d'une grande sobriété. Au rez-de-chaussée, la porte a, seule, un intéressant décor néo-Renaissance. La porte est encadrée de pilastres ornés de rinceaux, qui soutiennent une arcade en plein cintre, ornée d'une agrafe feuillagée où s'ébat un putto. Deux autres pilastres viennent encadrer l'ensemble et supportent une corniche à modillons[3].

- no  5 : immeuble. 

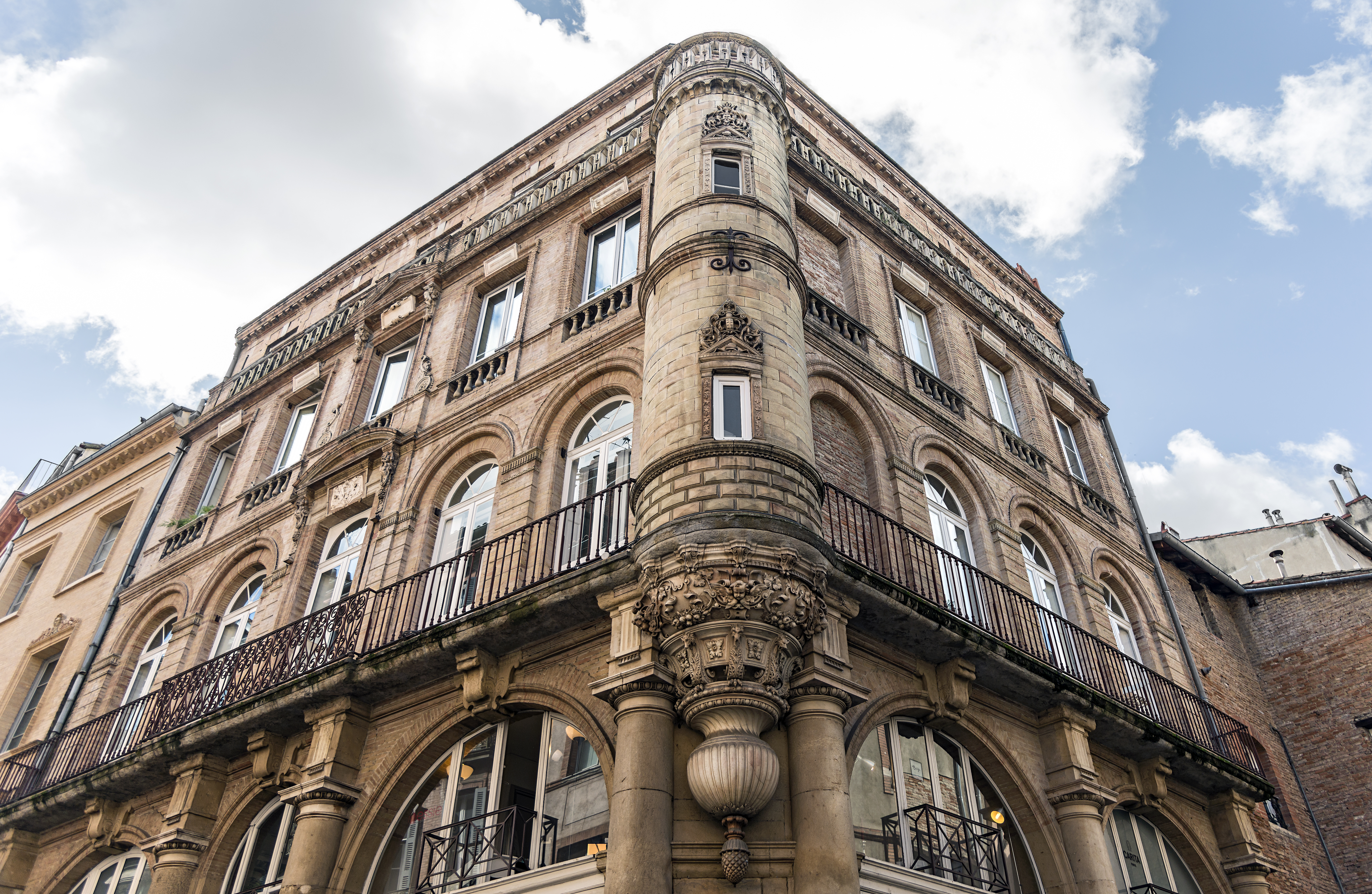
no 5 : immeuble néo-Renaissance.

L'immeuble, construit dans la deuxième moitié du XIXe siècle, se situe à l'angle de la rue du Puits-Vert. Il est orné d'un décor de style néo-Renaissance en céramique provenant de la fabrique Virebent, qui se concentre sur la tourelle et la travée centrale. Du rez-de-chaussée, construit en pierre, partent des colonnes engagées en pierre, séparant les arcades qui embrassent les boutiques et l'entresol. Le reste des élévations est construit en brique claire. 
La façade principale, de cinq travées, est symétrique, la travée centrale contenant la porte d'entrée. Aux étages, cette travée est mise en valeur par des fenêtres ornées d'un fronton et d'un cartouche. Le fronton curviligne de la fenêtre du 1er étage est soutenu par des consoles décorées de monstres se terminant en feuillage. L'agrafe centrale est ornée d'une tête fantastique d'où partent des rinceaux de feuilles. Une frise d'oves court le long du fronton. Le fronton de la fenêtre du 2e étage est supporté par des consoles ornées de monstres ailés. Un cartouche rectangulaire à l'intérieur d'un cuir découpé sert d'agrafe. Les piédroits de la fenêtre sont ornés de médaillons décorés de feuilles et de têtes en demi-lune. 
Les fenêtres du 1er étage sont en plein cintre et pourvues d'un balcon continu. Au 2e étage, les fenêtres rectangulaires sont ornées d'un garde-corps à balustres. Le 3e étage est pourvu d'une balustrade continue. La tourelle, construite en brique et terre cuite avec des bossages imitant la pierre, rappelle celles du château de Launaguet, également décorées par Auguste Virebent en 1845. Elle repose sur un cul-de-lampe qui se termine par une pomme de pin et richement orné au premier registre de têtes d'ange, de corbeilles de fruits, de feuillages et de rubans, au second de caissons ornés de feuilles et séparés par des consoles à têtes et pattes de dragon. Les piédroits des fenêtres sont ornés d'une frise de grotesque, les frontons sont décorés de têtes humaines et d'animaux fabuleux dans des rinceaux[4].

- no  8 : maison Pijon. 
L'immeuble, construit en 1859 par l'architecte Brouste, est constitué d'un bâtiment principal à plusieurs corps autour d'une cour. Celle-ci est couverte et abrite un escalier[5].

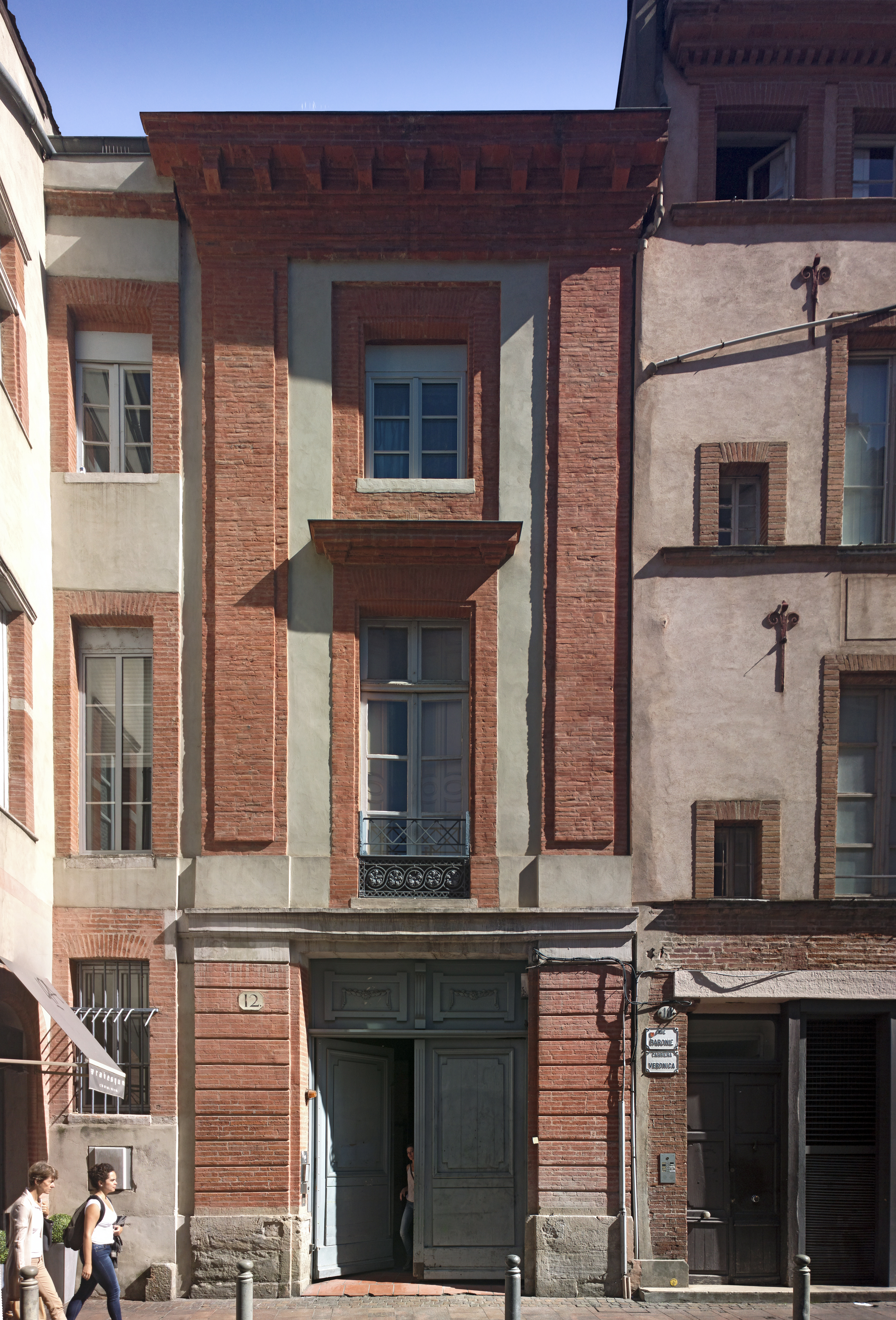
no 12 : façade de l'hôtel de Bernard de Sapte.

- no  12 : hôtel de Pierre Ducos, puis de Bernard de Sapte. 
L'édifice est formé de deux immeubles contigus. Le premier, à droite, en retrait et étroit, ne comportant dans sa façade qu'une porte cochère et deux étages à fenêtre unique d'un style néo-classique de la période Louis XVI, l'autre en avancement avec des voûtes sur croisées d'ogives et des fenêtres à meneaux de style Renaissance. Les deux immeubles furent réunis, en 1778, par l'abbé Bernard de Sapte, qui fit construire la façade néo-classique et à l'intérieur un grand escalier à rampe droite avec sa ferronnerie[6].

## Personnalité
- Jean-Baptiste Magre, dit Genty-Magre (1840-1926) : écrivain, journaliste et homme politique connu pour son engagement républicain. Fils du tailleur Pierre Magre et de Jeanne Domergue, il est né, le 11 octobre 1840, dans un immeuble de la rue Baronie (actuel no 10), et a laissé son nom à une rue voisine[7].